# Singles número um na Adult Pop Songs em 2012

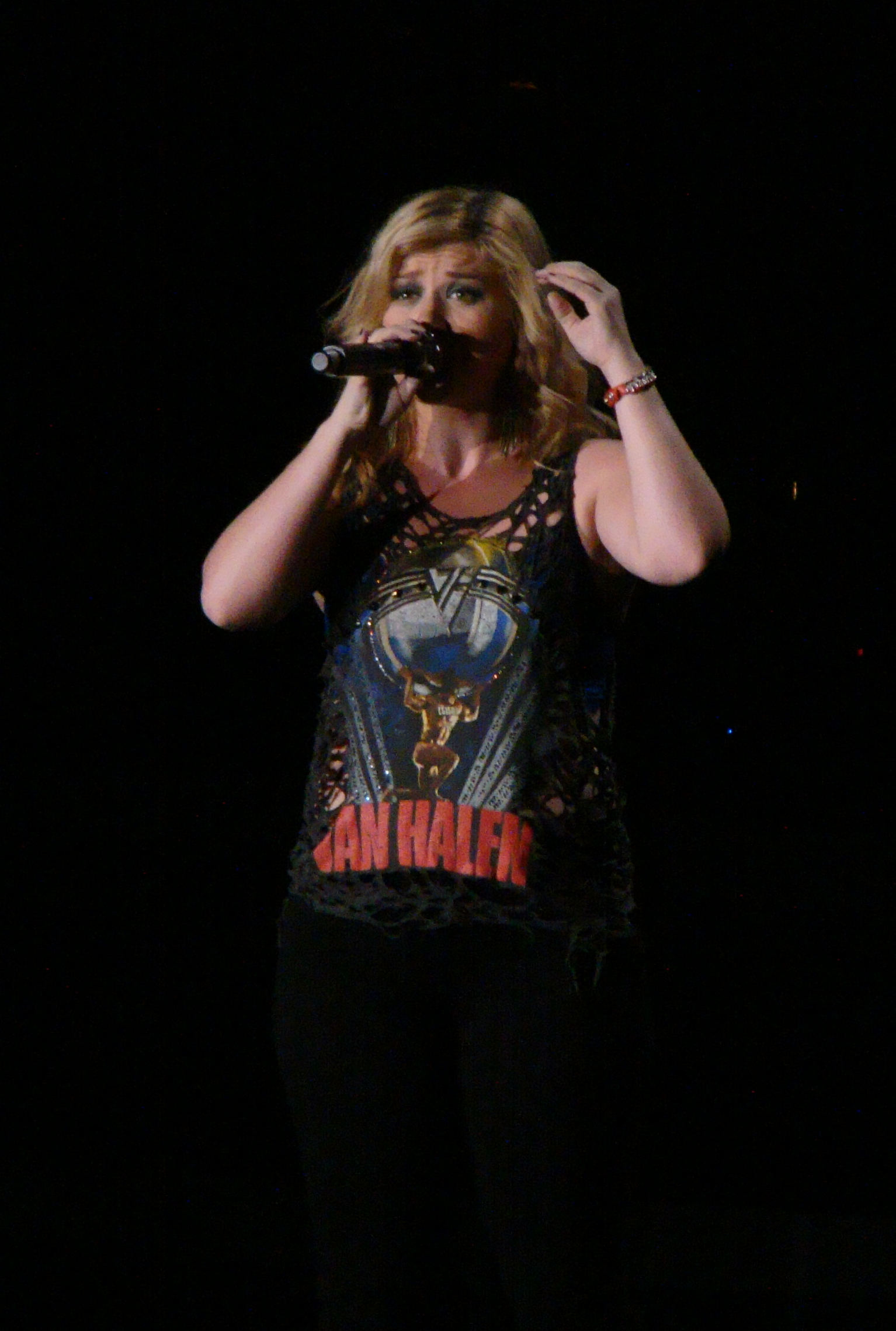
O single "Stronger (What Doesn't Kill You)" de Kelly Clarkson permaneceu nove semanas consecutivas na primeira posição, tornando-se a faixa a ocupar por mais tempo o topo da tabela em 2012.

Este anexo lista os singles que alcançaram a primeira posição na Adult Pop Songs no ano de 2012. A tabela é publicada semanalmente pela revista Billboard que classifica a popularidade de canções de gêneros pop e rock alternativo nas rádios dos Estados Unidos a partir de dados recolhidos pela Nielsen Broadcast Data Systems. Em 2012, quatorze canções atingiram o topo da tabela em cinquenta e duas edições.
Ao longo do ano, sete artistas ganharam seu primeiro número na parada, nomeadamente, Gavin DeGraw, Fun, Janelle Monáe Gotye, Kimbra, Neon Trees e Phillip Phillips. Maroon 5 foi a banda a permanecer mais tempo no cume da lista, que somado o desempenho dos seus singles "Payphone"  e "One More Night", totaliza um período quatorze semanas não-consecutivas. "Mr. Know It All" de Kelly Clarkson continuou seu desempenho de 2011 e abriu o ciclo de 2012 na tabela, liderando por outras quatro edições. Sendo que Phillip Phillips finalizou o ano com seu single de estreia "Home". No entanto, foi "Stronger (What Doesn't Kill You)" de Clarkson, a faixa a permanecer mais tempo na primeira colocação, por nove semanas consecutivas, e listou-se como a segunda música mais bem-sucedida do ano na tabela, perdendo apenas para "Somebody That I Used to Know" de Gotye com Kimbra.
Outras obra que passaram longo tempo no primeiro lugar foram: "One More Night" de Maroon 5, por oito semanas não-consecutivas; "Somebody That I Used to Know" de Gotye com Kimbra e "Payphone" de Maroon 5, por seis semanas consecutivas; "Blow Me (One Last Kiss)" de Pink, por cinco semanas consecutivas e "Set Fire to the Rain" de Adele, "We Are Young" de Fun com Janelle Monáe e "Wide Awake" de Katy Perry, por três semanas consecutivas. Os destaques do ano na publicação incluem Katy Perry que com "The One That Got Away", tornou-se a primeira cantora a conseguir colocar cinco faixas de um mesmo disco no cume da lista. Mais tarde, com "Wide Awake", ela registrou o recorde de artista com mais número um na tabela, com sete obras na primeira colocação. E Phillip Phillips que é o primeiro vencedor do American Idol a atingir o topo da classificação com um single de estreia.

## Histórico

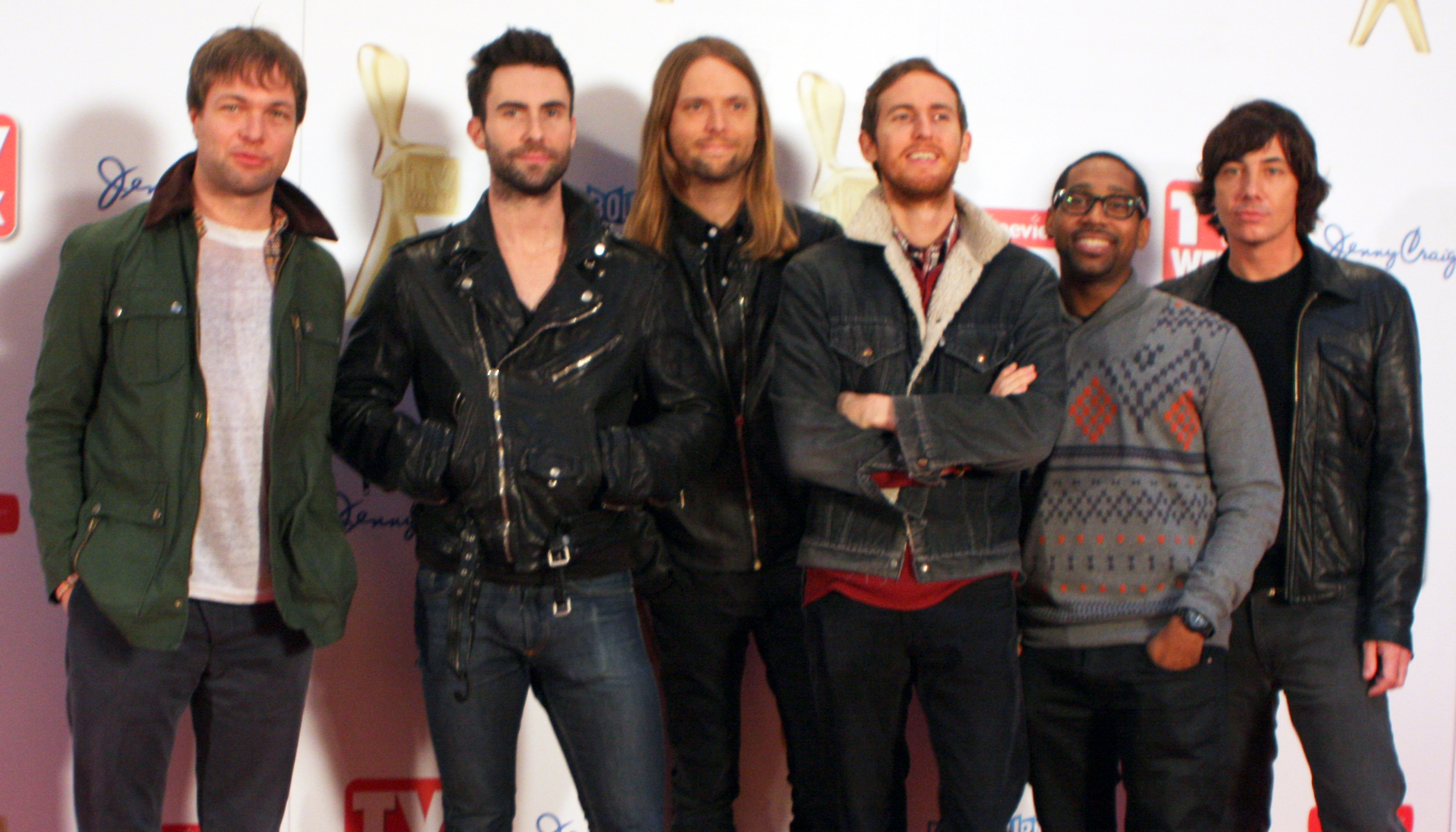
Maroon 5 foi a banda a permanecer mais tempo no topo da parada, em um total quatorze semanas não-consecutivas, com seus dois singles "Payphone" e "One More Night".

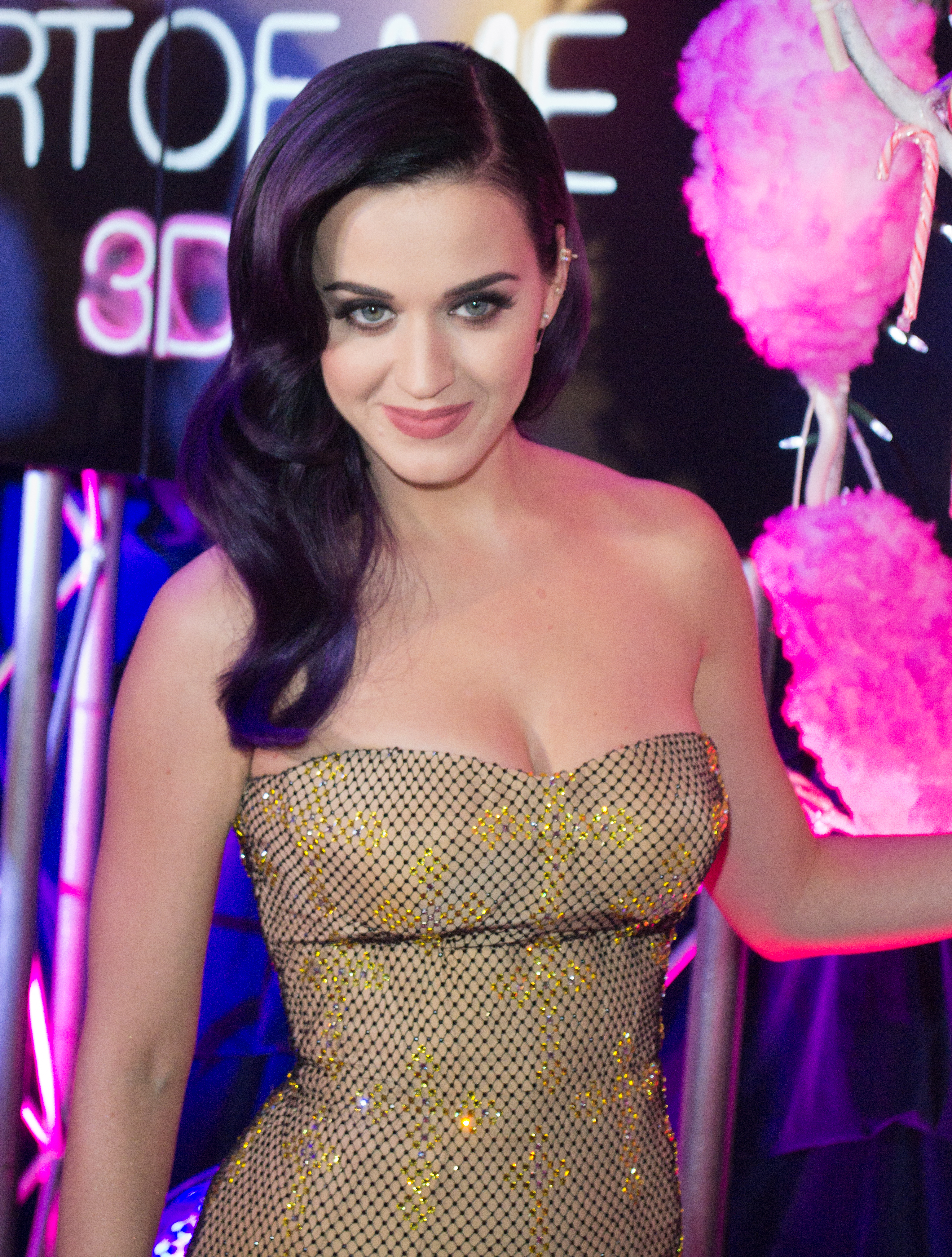
Katy Perry é a primeira artista em 16 anos de história da tabela a conseguir colocar sete singles na primeira colocação.

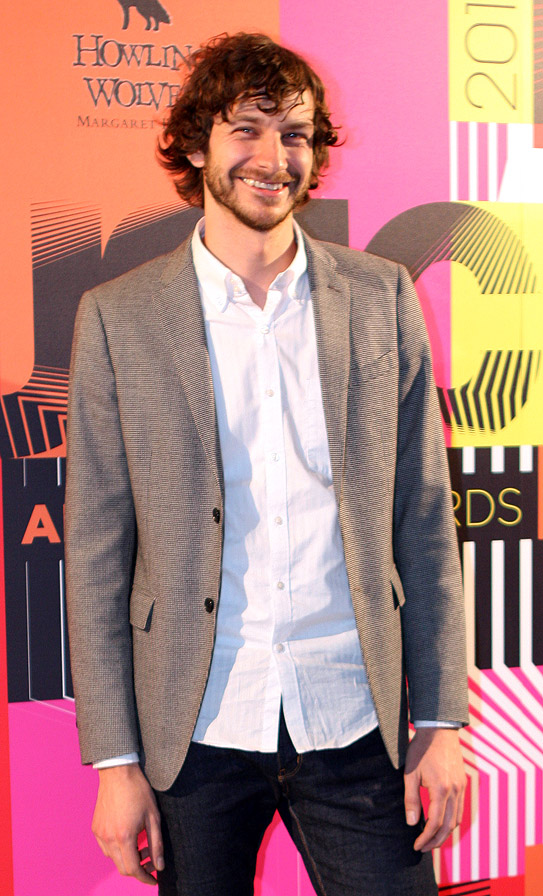
"Somebody That I Used to Know" de Gotye permaneceu seis semanas no cume da compilação e listou-se como a música mais bem-sucedida do ano.

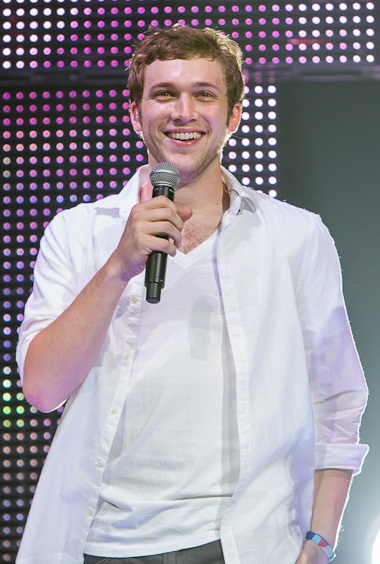
Phillip Phillips é o primeiro vencedor do American Idol a emplacar um single de estreia no topo lista.

| Data            | Canção                             | Artista               | Ref.   |
| --------------- | ---------------------------------- | --------------------- | ------ |
| 7 de janeiro    | "Mr. Know It All"                  | Kelly Clarkson        | [ 10 ] |
| 14 de janeiro   | "Mr. Know It All"                  | Kelly Clarkson        | [ 11 ] |
| 21 de janeiro   | "Mr. Know It All"                  | Kelly Clarkson        | [ 12 ] |
| 28 de janeiro   | "Mr. Know It All"                  | Kelly Clarkson        | [ 13 ] |
| 4 de fevereiro  | "Not Over You"                     | Gavin DeGraw          | [ 2 ]  |
| 11 de fevereiro | "The One That Got Away"            | Katy Perry            | [ 8 ]  |
| 18 de fevereiro | "Set Fire to the Rain"             | Adele                 | [ 14 ] |
| 25 de fevereiro | "Set Fire to the Rain"             | Adele                 | [ 15 ] |
| 3 de março      | "Set Fire to the Rain"             | Adele                 | [ 16 ] |
| 10 de março     | "Stronger (What Doesn't Kill You)" | Kelly Clarkson        | [ 17 ] |
| 17 de março     | "Stronger (What Doesn't Kill You)" | Kelly Clarkson        | [ 18 ] |
| 24 de março     | "Stronger (What Doesn't Kill You)" | Kelly Clarkson        | [ 19 ] |
| 31 de março     | "Stronger (What Doesn't Kill You)" | Kelly Clarkson        | [ 20 ] |
| 7 de abril      | "Stronger (What Doesn't Kill You)" | Kelly Clarkson        | [ 21 ] |
| 14 de abril     | "Stronger (What Doesn't Kill You)" | Kelly Clarkson        | [ 22 ] |
| 21 de abril     | "Stronger (What Doesn't Kill You)" | Kelly Clarkson        | [ 23 ] |
| 28 de abril     | "Stronger (What Doesn't Kill You)" | Kelly Clarkson        | [ 24 ] |
| 5 de maio       | "Stronger (What Doesn't Kill You)" | Kelly Clarkson        | [ 25 ] |
| 12 de maio      | "We Are Young"                     | Fun com Janelle Monáe | [ 3 ]  |
| 19 de maio      | "We Are Young"                     | Fun com Janelle Monáe | [ 26 ] |
| 26 de maio      | "We Are Young"                     | Fun com Janelle Monáe | [ 27 ] |
| 2 de junho      | "Somebody That I Used to Know"     | Gotye com Kimbra      | [ 4 ]  |
| 9 de junho      | "Somebody That I Used to Know"     | Gotye com Kimbra      | [ 28 ] |
| 16 de junho     | "Somebody That I Used to Know"     | Gotye com Kimbra      | [ 29 ] |
| 23 de junho     | "Somebody That I Used to Know"     | Gotye com Kimbra      | [ 30 ] |
| 30 de junho     | "Somebody That I Used to Know"     | Gotye com Kimbra      | [ 31 ] |
| 7 de julho      | "Somebody That I Used to Know"     | Gotye com Kimbra      | [ 32 ] |
| 14 de julho     | "Payphone"                         | Maroon 5              | [ 33 ] |
| 21 de julho     | "Payphone"                         | Maroon 5              | [ 34 ] |
| 28 de julho     | "Payphone"                         | Maroon 5              | [ 35 ] |
| 4 de agosto     | "Payphone"                         | Maroon 5              | [ 36 ] |
| 11 de agosto    | "Payphone"                         | Maroon 5              | [ 37 ] |
| 18 de agosto    | "Payphone"                         | Maroon 5              | [ 38 ] |
| 25 de agosto    | "Wide Awake"                       | Katy Perry            | [ 9 ]  |
| 1º de setembro  | "Wide Awake"                       | Katy Perry            | [ 39 ] |
| 8 de setembro   | "Wide Awake"                       | Katy Perry            | [ 40 ] |
| 15 de setembro  | "Everybody Talks"                  | Neon Trees            | [ 5 ]  |
| 22 de setembro  | "Blow Me (One Last Kiss)"          | Pink                  | [ 41 ] |
| 29 de setembro  | "Blow Me (One Last Kiss)"          | Pink                  | [ 42 ] |
| 6 de outubro    | "Blow Me (One Last Kiss)"          | Pink                  | [ 43 ] |
| 13 de outubro   | "Blow Me (One Last Kiss)"          | Pink                  | [ 44 ] |
| 20 de outubro   | "Blow Me (One Last Kiss)"          | Pink                  | [ 45 ] |
| 27 de outubro   | "One More Night"                   | Maroon 5              | [ 46 ] |
| 3 de novembro   | "Some Nights"                      | Fun                   | [ 47 ] |
| 10 de novembro  | "One More Night"                   | Maroon 5              | [ 48 ] |
| 17 de novembro  | "One More Night"                   | Maroon 5              | [ 49 ] |
| 24 de novembro  | "One More Night"                   | Maroon 5              | [ 50 ] |
| 1º de dezembro  | "One More Night"                   | Maroon 5              | [ 51 ] |
| 8 de dezembro   | "One More Night"                   | Maroon 5              | [ 52 ] |
| 15 de dezembro  | "One More Night"                   | Maroon 5              | [ 53 ] |
| 22 de dezembro  | "One More Night"                   | Maroon 5              | [ 54 ] |
| 29 de dezembro  | "Home"                             | Phillip Phillips      | [ 6 ]  |